# Mirabilicoxa magnispina
Mirabilicoxa magnispina là một loài chân đều trong họ Desmosomatidae. Loài này được Menzies miêu tả khoa học năm 1962.